# Природа всіх речей
Природа всіх речей — роман Елізабет Ґілберт. Роман вперше вийшов 2013 року й увійшов до довгого списку Жіночої премії Бейліса за художню літературу.

## Сюжет
Роман поєднує наукові відкриття, любов до природи та роздуми про сенс життя. Дія роману розгортається у XIX столітті й охоплює кілька континентів. Головна героїня, Альма Віттекер, народжується в багатій і впливовій родині ботаніків у США. Вона успадковує від батька жагу до знань і досліджень, присвячуючи своє життя вивченню рослинного світу. Альма стає фахівчинею у ботаніці, досліджуючи мохи та роблячи відкриття, які перетинаються з ідеями еволюції. Попри блискучий інтелект, Альма стикається з внутрішніми та зовнішніми викликами: нездійсненими романтичними сподіваннями, пошуком свого місця в світі та питаннями про віру, науку й людську природу. В її житті з'являється Амброз, чоловік із глибокою духовністю, чиї погляди на життя й кохання перевертають її світогляд. Роман сповнений історичних і наукових деталей, глибоких філософських роздумів і яскравих описів природи. 

## Сприйняття
Реакція на книгу була позитивною. Елізабет Дей з Ґардіан високо оцінила складні характери, назвавши «подорож Альми універсальною, незважаючи на те, що вона прив'язує життя своєї героїні до іншого часу і відправляє її в найвіддаленіші куточки незвіданої землі». Барбара Кінґсолвер з «Нью-Йорк Таймс» назвала цю книгу «підбадьорливою даниною поваги багатьом природам генія та неминучому прогресу ідей у світі, який відкриває свої найкращі істини надзвичайно терплячим умам».

## Українські переклади
- Ґілберт Е. Природа всіх речей. Переклад з англійської Ганни Лелів. — Львів: Видавництво Старого Лева, 2021. — 704 с., ISBN 9786176799399 [2]